# Berliner Tageblatt
Le Berliner Tageblatt (littéralement le « (Journal) quotidien berlinois », en abrégé B.T.) est un grand quotidien allemand, paru pour la première fois le 1er janvier 1872 et disparu en 1939. Tout d'abord simple journal de petites annonces économiques et régionales, le quotidien fondé par Rudolf Mosse devient par la suite un journal d'information à part entière. Il s'agit là de la première pierre d'un important groupe de presse allemand qui sera utilisé afin de diffuser les idées nationalistes et pangermanistes de son propriétaire Alfred Hugenberg. Il contribuera ainsi à favoriser les conditions de l’accession des nazis au pouvoir.

## Histoire
Son titre complet est : Berliner Tageblatt und Handelszeitung.
Dès la fin du XIXe siècle et jusqu'en 1933, il propose des suppléments illustrés, tels Ulk, journal satirique très populaire qui paraît une fois par semaine.
En 1920, avec une édition du matin et une édition du soir, le Berliner Tageblatt atteint un tirage d'environ 245 000 exemplaires.
Le 10 mars 1933, le journal est interdit à la suite du « Verordnung des Reichspräsidenten zum Schutz von Volk und Staat » (Décret du Président du Reich pour la protection du peuple et de l'État) du 28 février 1933.
Dans le cadre de la politique de Gleichschaltung, le journal continue de paraître jusqu'au 31 janvier 1939, dans une édition contrôlée par la censure, permettant à Joseph Goebbels de garantir un semblant de liberté de la presse dans le pays.
Theodor Wolff a été son rédacteur en chef de 1906 à 1933.

## Collaborateurs du journal
- Victor Auburtin (de)
- Lothar Band
- Margret Boveri (de)
- Erich Burger
- A. F. Cohn
- Friedrich Dernburg (de)
- Dietzenschmidt (de)
- Hedwig Dohm
- Adolf Donath
- Alfred Eisenstein
- Fritz Engel (de)
- Margot Epstein
- Peter Epstein
- Felix Falk
- Paul Fechter (de)
- Hans Joachim Flechtner (de)
- Hans Fleming
- Alfred Frankenfeld (de)
- Martin Friedland
- Rudolf Herrnstadt
- Fred Hildenbrandt (de)
- Leo Hirsch
- Arnold Höllriegel (pseudonyme de Richard Arnold Bermann)
- Herbert Ihering
- Heinrich Eduard Jacob
- Siegfried Jacoby
- Alfred Kantorowicz
- Alfred Kerr
- C. Z. Klötzel
- Karl Korn
- Alfred Krüger
- Anton Kuh (de)
- Ernst Latzko
- G. Mamlock
- Ernst Moritz Mungenast
- P. A. Otte, Werner Richter
- Arthur Ernst Rutra (de)
- Alice Salomon
- Paul Scheffer
- Hellmut Schlien
- Arthur Silbergleit
- Georg Simmel
- Hermann Sinsheimer
- Peter Suhrkamp (de)
- Gabriele Tergit
- Kurt Tucholsky
- Siegfried von Vegesack (de)
- Petra Vermehren (de)
- Jakob Wassermann
- Karl Westermeyer
- Robert Walser

.

## Évolution du tirage
- 1906 : 95 000 exemplaires
- 1913 : 245 000 exemplaires
- Mars 1919 : jours ouvrés, 160 000–170 000 ; dimanche, 300 000 exemplaires
- 1920 : jours ouvrés, 245 000 ; dimanche, 300 000 exemplaires
- 1923 : jours ouvrés, environ 250 000 exemplaires
- Avril 1928 : 150 000 exemplaires
- 1929 : jours ouvrés, 137 000, dont édition nationale 83 000 ; dimanche, 250 000 exemplaires
- 1930–1931 : jours ouvrés, 121 000, dont édition nationale 77 000 ; dimanche, 208 000, dont édition nationale 113 000 exemplaires
- Avril 1931 : 140 000 exemplaires
- 1933 : 130 000–240 000 exemplaires

## Nouveau dépôt de la marque
Le 31 juillet 2007, l'Allemand Reiko Opitz a déposé conjointement le nom de Berliner Tageblatt avec Berliner Tageszeitung. Le propriétaire de la marque est basé à Moscou, en Russie. La marque est utilisée pour un journal en ligne de langue allemande basé à Tiraspol, capitale de la Transnistrie, État sécessionniste de la Moldavie, non reconnu internationalement.